# Mohammed en Nesawi
Mohammed En-Nesawi, né au XIIe siècle à Khorendez ou Khorender, citadelle voisine de la ville de Nesâ, dans le nord du Khorassan est un historien et un homme politique persan contemporain de l'effondrement de l'empire du Khorezm sous l'invasion mongole (1225).

## Biographie
De son nom entier Mohammed ben Ahmed ben Ali ben Mohammed El-Monchi En-Nesawi, Il fut nommé au service du sultan Djélal ed-Din Mankobirti. quand ce dernier revint d'Inde après sa fuite devant Gengis Khan. Il accompagna son maître dans ces dernières conquêtes. Après la mort du dernier Shah du Khorezm, dont il fut le dernier chambellan, Mohammed En Nesawi se fit le biographe de son souverain. Son œuvre composé en 639 de l’hégire, traduite au XIXe siècle par Octave Houdas est un récit détaillé, vécu de l'intérieur, de la cour d'un dernier sultan turcophone de l'Iran.

## Œuvre
- Histoire du sultan Djélal al-din Mankobirti (Dieu donné) », roi de Khârezm, par Chihâb al-din Mohammed ibn Ahmad 'Ali al-Nasawi, secrétaire de ce souverain.

## Source
- Octave Houdas : traduction en français de l'histoire du sultan Djélal al-din Mankobirti, Paris 1895.disponible ici
- Constantin d'Ohsson, Histoire des Mongols, depuis Tchinguiz-Khan jusqu'à Timour Bey ou Tamerlan (4 volumes), vol. I, F. Muller, 1852 (présentation en ligne, lire en ligne)
- Constantin d'Ohsson, Histoire des Mongols, depuis Tchinguiz-Khan jusqu'à Timour Bey ou Tamerlan (4 volumes), vol. II, F. Muller, 1852 (présentation en ligne, lire en ligne)
- Constantin d'Ohsson, Histoire des Mongols, depuis Tchinguiz-Khan jusqu'à Timour Bey ou Tamerlan (4 volumes), vol. III, F. Muller, 1852 (présentation en ligne, lire en ligne)
- Constantin d'Ohsson, Histoire des Mongols, depuis Tchinguiz-Khan jusqu'à Timour Bey ou Tamerlan (4 volumes), vol. IV, F. Muller, 1852 (présentation en ligne, lire en ligne)